# Mon futur moi
Pour plus de détails, voir Fiche technique et Distribution.
Mon futur moi (My Old Ass) est une comédie romantique américano-canadienne réalisée par Megan Park et sortie en 2024.

## Synopsis
Elliott, insolente et sûre d'elle, grandit dans une région rurale. Un été, juste avant d'entrer à l'université, elle se réunit avec deux amies au bord d'un lac pour prendre une tisane aux champignons magiques. Après avoir consommé ces champignons hallucinogènes, elle croit se retrouver face à son alter ego plus âgé, qui communique avec elle avec un humour sardonique.

## Fiche technique
- Titre français : Mon futur moi[2]
- Titre original : My Old Ass
- Réalisation : Megan Park
- Scénario : Megan Park
- Photographie : Kristen Correll
- Montage : Jennifer Vecchiarello
- Musique : Tyler Hilton, Jaco Caraco
- Décors : János Rauschenberger
- Production : Tom Ackerley, Margot Robbie, Josey McNamara, Steven Rales
- Sociétés de production : Indian Paintbrush, LuckyChap Entertainment
- Pays de production :  Canada -  États-Unis
- Langue originale : anglais canadien
- Format : couleur
- Genres : comédie romantique
- Durée : 89 minutes
- Date de sortie :
  - États-Unis : 20 janvier 2024 (Festival de Sundance) ; 27 septembre 2024 (sortie nationale)
  - Canada : 13 septembre 2024 (sortie nationale)
  - France : 7 novembre 2024 (vidéo à la demande)

## Distribution
- Maisy Stella : Elliott jeune
  - Aubrey Plaza : Elliott âgée
- Percy Hynes White : Chad
- Maddie Ziegler : Ruthie
- Kerrice Brooks : Ro